# Дугорепо бодљикаво прасе
Дугорепо бодљикаво прасе (Trichys fasciculata) је врста глодара из породице бодљикава прасад Старог света (Hystricidae). Дугорепо бодљикаво прасе (Trichys fasciculata) је једина врста у оквиру рода Trichys. Насељава Брунеј, Индонезију и Малезију.